# Instituto Nacional de Donación y Trasplante de Células, Tejidos y Órganos (Uruguay)
El Instituto Nacional de Donación y Trasplante de Células, Tejidos y Órganos (INDT) es un instituto especializado perteneciente al Ministerio de Salud Pública de Uruguay. Se encuentra ubicado en el cuarto piso del Hospital de Clínicas en Montevideo. 
A su vez es considerado una unidad educativa para posgrados en lo referente a trasplantes y coordinación de trasplantes de la Universidad de la República.

## Finalidad

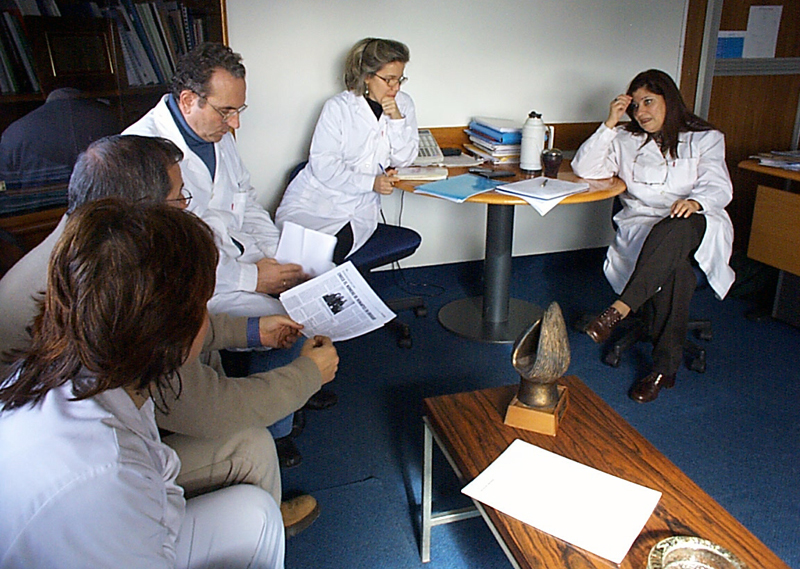
La Prof. Dra. Inés Álvarez reunida con los integrantes de su equipo de gestión

Brindar atención integral en materia de trasplantes de células, tejidos y órganos, incluyendo medicina regenerativa a toda la población uruguaya, de conformidad a los principios legales y éticos y a los conocimientos científicos vigentes. Fortaleciendo y coordinando la actividad de trasplantes en el Uruguay para la mejora de la salud de la población.

## Creación
Fue creado el 17 de noviembre de 1978 como Banco Nacional de Órganos y Tejidos, su creación respondió a un proyecto conjunto entre el Poder Ejecutivo y la Universidad de la República el cual solicitaba al Hospital de Clínicas que determinara la instalación y funcionamiento de un Banco de Órganos y Tejidos.
En 1996 mediante la aprobación de la Ley N° 16.736 es creado el Banco Nacional de Órganos y Tejidos dentro del programa de administración de los establecimientos de crónicos especializados - de la Administración de los Servicios de Salud del Estado del Ministerio de Salud Pública.
El 8 de agosto de 2005 mediante la aprobación de un decreto se le es otorgada su actual denominación, debido a que, según expresa el decreto:
"La denominación no hace justicia a la canasta actual de servicios y la misión y objetivos comprendidos en el proyecto de Reconversión"
Desde su creación en 1978 el entonces Banco de Órganos y Tejidos ha estado conformado por diversos equipos multidisciplinarios compuesto por Docentes, médicos, licenciados, técnicos, promotores, auxiliares, administrativos, sociedades de trasplantados y organismos sociales, interactúan para cumplir con la misión del Servicio.
Algunos de los referentes que han pasado por el servicio a lo largo de su historia, dejando su impronta, son los siguientes:
Prof. Agdo. Dr. Francisco Gravina, Prof. Agdo. Dr. Víctor Vila, Prof. Adj. Dr. Villagrán, Prof. Dr. Héctor Navarrete, Dr. Héctor Pérez Campos, Asist. Soc. Ma. Rosa Puig, TRM Alicia Velásquez, TRM Lilia Naone, TRM Ilda Marotta, Dra. Elba Nese, Dra. M. Diament, Dr. Fernando De Santiago, Dra. Yoselyn Moreira, entre muchos otros.-
Y aún trabajan en el organismo algunos funcionarios que pertenecen al mismo desde su creación, tales como la Prof. Dra. Inés Álvarez, el Prof. Agdo. Dr. Roberto Toledo y Hebert Parodi. En el caso de los funcionarios Martha Sosa, Rúben Padula, Raúl Espindola han pasado a retiro.

## Registro Nacional de Donantes de Células Progenitoras Hematopoyéticas
Fue creado el 15 de diciembre de 2004 y a partir de 2005 se integró a la "Bone Marrow Donors Worldwide" (BMDW), una red internacional, sin fines de lucro, que dispone de una reserva común de donantes en la que figuran los voluntarios uruguayos inscriptos en el registro del Sistema nacional de registro, tipificación y búsqueda de donantes de células progenitoras hematopoyéticas de médula ósea y otros orígenes (SINDOME). 

## Banco Multitejidos

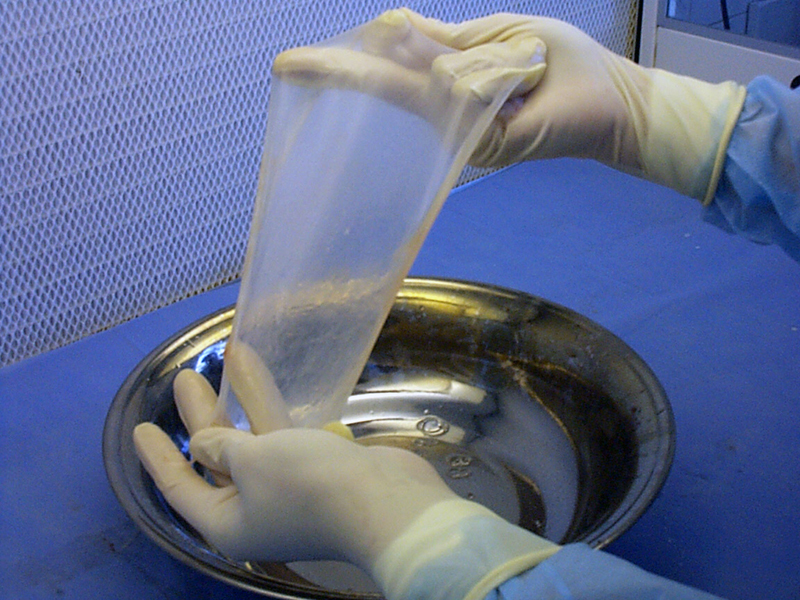
Amnios utilizado en pacientes quemados

Los avances en el ámbito de los trasplantes han sido constantes en los últimos años, lo cual ha llevado a que los trasplantes de tejidos músculo esqueléticos, tendones, ligamentos y huesos pueden implicar la no amputación de un miembro o contribuir a que algunos pacientes puedan volver a caminar.
Un trasplante de piel puede salvar la vida de un paciente con quemaduras graves o puede mejorar su calidad de vida.
Las válvulas cardíacas patológicas pueden ser reemplazadas, posibilitando una mejor calidad de vida a muchas personas, particularmente niños.
Las arterias de miembros inferiores pueden reemplazar a arterias obstruidas que disminuyen el aporte de sangre al corazón.
Trasplantes de tejidos como la córnea, pueden significar para un paciente recuperar una funcionalidad o mejorar la misma.

## Registro Nacional de NO Donantes
En septiembre de 2013 fue aprobada la Ley N° 18.968 (enlace roto disponible en Internet Archive; véase el historial, la primera versión y la última). la cual establece que todos los uruguayos mayores de dieciocho años son donantes, salvo estos expresen lo contrario.  Quienes no deseen ser donantes están obligados a registrar personalmente su decisión en el Registro Nacional de Donantes, ubicado en el cuarto piso del Hospital de Clínicas en Montevideo, Uruguay.
Desde aprobada la ley, desde el organismo se trabajó en brindar mejor información, y concientizar a la población sobre la importancia de la donación de órganos, tejidos y células para que puedan decidir libremente sobre el futuro de lo que definió “el envase de una persona una vez que deje de ser persona”.
La principal modificación cambio de dicha legislación es que asume el silencio de las personas como una aceptación a la ley y por consecuencia, la aceptación de la donación de sus órganos.
Las expresiones de voluntad negativas deberán ser registradas únicamente en el Registro Nacional de Donantes y son de carácter testamentario, revocables, siendo la última decisión la que tiene valor.
El archivo documental de los donantes esta totalmente informatizado, permitiendo así a los equipos de coordinación de trasplantes conocer rápidamente la última expresión de voluntad de un potencial donante. También se mantiene un control informatizado de los pedidos de órganos y tejidos.
El Registro Nacional de Donantes funciona bajo el control de Técnicos en Registros Médicos, con la ayuda de personal formado en la promoción de la donación, becarios del Instituto Nacional de Juventud y estudiantes avanzados de Medicina o de la carrera de Técnico en Registros Médicos. Es importante destacar que la lista de donantes se encuentra únicamente en el INDT y la divulgación no autorizada de su contenido, por parte de algún funcionario del INDT está severamente penada por la ley. Sólo después de la muerte de un paciente la institución donde ocurre se comunica con el INDT a fin de saber si el fallecido tenía una expresión de voluntad realizada con respecto a la donación de órganos.

## Laboratorio de Inmunogenética e Histocompatibilidad

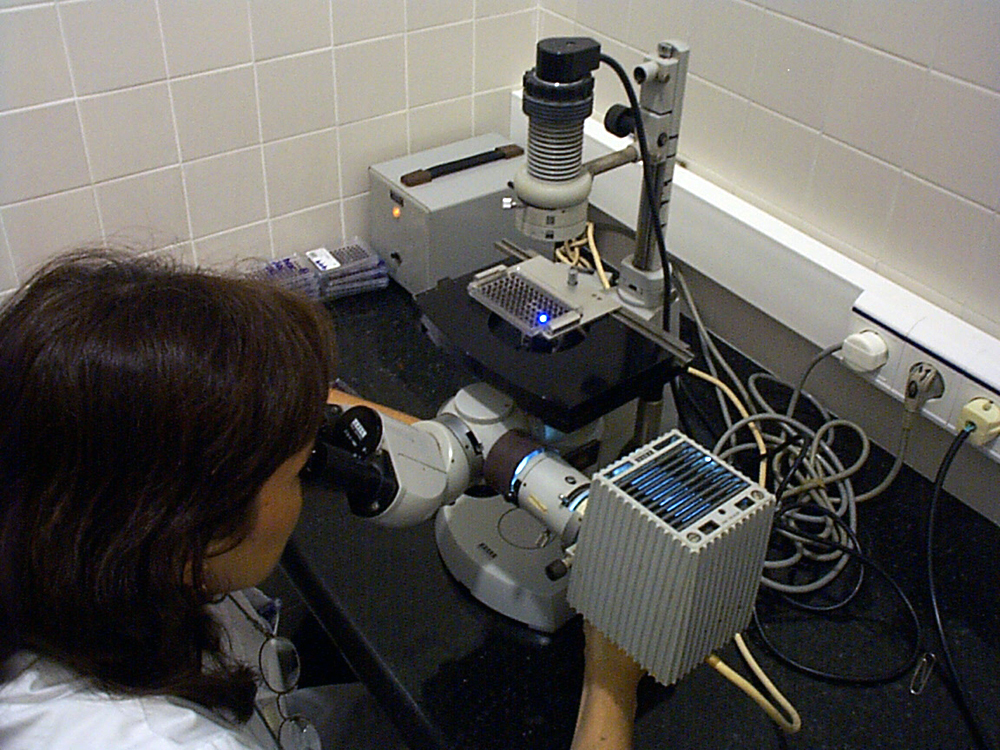
Microscopio invertido en uso en el INDT

El Laboratorio de Inmunogenética e Histocompatibilidad del Instituto Nacional de Donación y Trasplante, tiene como tarea fundamental realizar los estudios inmunogenéticos de receptores y donantes de órganos sólidos y médula ósea. Estos estudios son fundamentales para evaluar y controlar la respuesta inmune que se desencadena con un implante o trasplante.
Es único a nivel nacional, de carácter público, y presta servicios para todos los equipos de trasplantes de órganos sólidos y médula ósea autorizados en el Uruguay. Es un Servicio mixto de la Facultad de Medicina (Universidad de la República) y del Ministerio de Salud Pública. Su personal médico integra el cuerpo docente de la Facultad de Medicina.
Las líneas de trabajo del Laboratorio son:
- Complejo Mayor de Histocompatibilidad (HLA) y sistemas de antígenos eritrocitarios en trasplante de órganos sólidos y médula ósea.
- Complejo Mayor de Histocompatibilidad (HLA) y diagnóstico de enfermedades.
- Estudios de Población de sistema de antígenos eritrocitarios, HLA y microsatélites.
- Estudios de Filiación.
- Estudios de sensibilización pre y postrasplante.
- Control postrasplante (Quimerismo).
- Listas de esperas y serotecas únicas para cada órgano sólido a trasplantar.
- Registro, tipificación y búsqueda de donantes de Médula ósea no emparentados.

## Procuración y Coordinación de Trasplantes

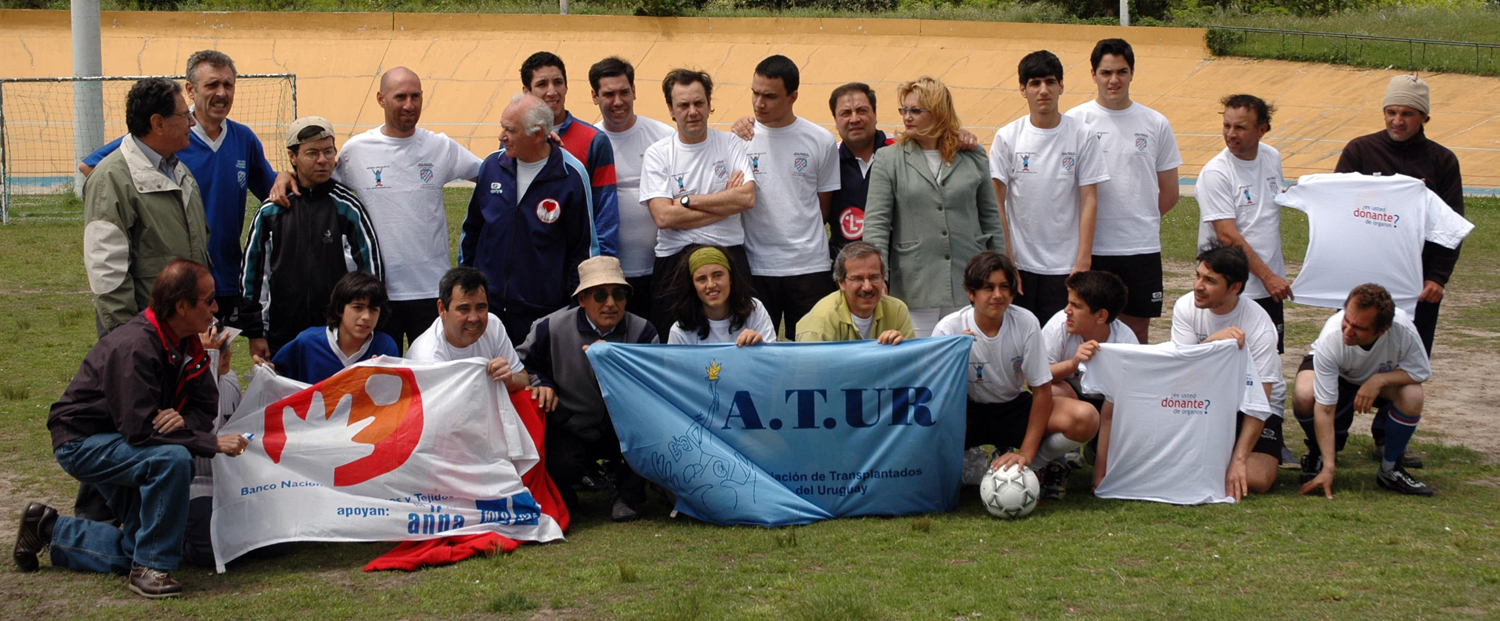
Actividad deportiva coordinada con ATUR, una de las asociaciones de trasplantados existentes en Uruguay

Las funciones del coordinador de trasplantes han ido evolucionando a lo largo del tiempo, asumiendo progresivamente diversos aspectos de la operativa del trasplante que se encontraban en las áreas límite entre los diversos equipos. Tal vez la función más visible de la coordinación de trasplantes sea la relacionada con la logística hospitalaria y el operativo de donación, pero no la más importante dado que la coordinación de trasplantes involucra importantes aspectos organizativos y de gestión durante todo el operativo de trasplante. Además de ocuparse de la promoción de la donación y el acompañamiento del duelo de los familiares del potencial donante.

## Marco Legal
A nivel nacional, dentro de la legislación del Uruguay, se enmarca dentro de las leyes:
Ley 17.668
Exposición de motivos de la Ley 17.668
Ley 14.005
Exposición de motivos de la Ley 14.005
Ley 18.362 (art. 328 al 337)

## Integración actual
| Dirección                                           | Doctora Milka Bengochea            |
| Laboratorio de Histocompatibilidad e Inmunogenética | Roberto Toledo                     |
| Banco de Tejidos                                    | Dr. Jorge Zunino y Javier Zeballos |
| Coordinación de Trasplantes                         | Dr. Raúl Mizraji                   |

## Autoridades
| Cargo                          | Período           |
| ------------------------------ | ----------------- |
| Prof. Rodríguez Barrios        | 1978-1982         |
| Prof. Dra. Betty Bono          | 1982-1999         |
| Prof. Dra. Inés Álvarez        | 1999-2015         |
| Prof. Dra. Milka Bengochea tal | 2015 - actualidad |

.